# 基底関数系 (化学)
理論化学および計算化学において、基底関数系（きていかんすうけい、英: basis set）とは、（量子化学計算において一般的なように）線形結合により分子軌道を構成する元となる関数（基底関数と呼ぶ）の集合をいう。便利さのために、基底関数は原子を中心とする原子軌道とすることが多いが、理論的にはどのような関数でも構わない。物質科学分野の計算においては平面波を基底とすることが多い。

## 概要
近年の計算化学においては、 量子化学計算は有限個の基底関数を用いて行われることが多い。この場合、問題となる系の波動関数は基底関数系の線形結合で表わされるが、この線形結合の係数を要素とするベクトルにより表わすこともできる。すると、この有限基底上では、演算子は行列（二階のテンソル）により表わされる。この記事では、「基底関数」と「原子軌道」をあまり区別せずに用いることがあるが、多くの場合、水素様原子の場合でも、解析的な関数形に近似や簡略化がなされているため、基底関数は原子軌道と厳密には一致しないことに注意が必要である。有限基底を無限基底に近付くまで拡張する計算を行なう場合、計算をbasis set limitに近づけるという。
分子計算を実行する場合、その分子を構成する原子の原子核を中心とする、有限数の原子軌道を用いて構成した基底を用いることが多い（LCAO法）。これらの原子軌道はスレーター軌道 (STO) により良く記述される。STOは指数関数的に減衰するため原子間の長距離重なり積分をよく再現し、また中心に尖点 (cusp) を持ち、原子核まわりの電荷とスピンを良く説明できる。それに対しガウス軌道 (GTO) は尖点を持たないが、S・フランシス・ボーイズの開発した手法により、二電子積分などを効率的に計算することができる。GTOはSTOのように原点で尖点を持たないため、複数の原始 (primitive) GTOを短縮 (contract) してSTOを近似する。これにより使用する基底関数は増えるが、それでもなお計算コストはSTOよりも軽いため、量子化学計算プログラムでは専らGTOが用いられる。
今日では、ガウス軌道を用いた100を越える基底系が存在する。そのうち最も小さなものは、最小基底系 (minimal basis sets) と呼ばれ、通常は各原子の全電子を表現できる最小の数の基底関数のみを用いる。最大のものは、原子ごとに数十もの基底関数を用いる。
最小基底系では、分子内の各原子について、遊離原子ハートリー・フォック計算による各軌道のみを用いる。しかし、リチウムなどの原子については、遊離原子に存在する1s、2s原子軌道に加えて、p型軌道も基底関数に加える。例えば、周期表の第2周期元素 (Li - Ne) は5つの関数（2つのs関数と3つのp関数）を基底として持つことになる。

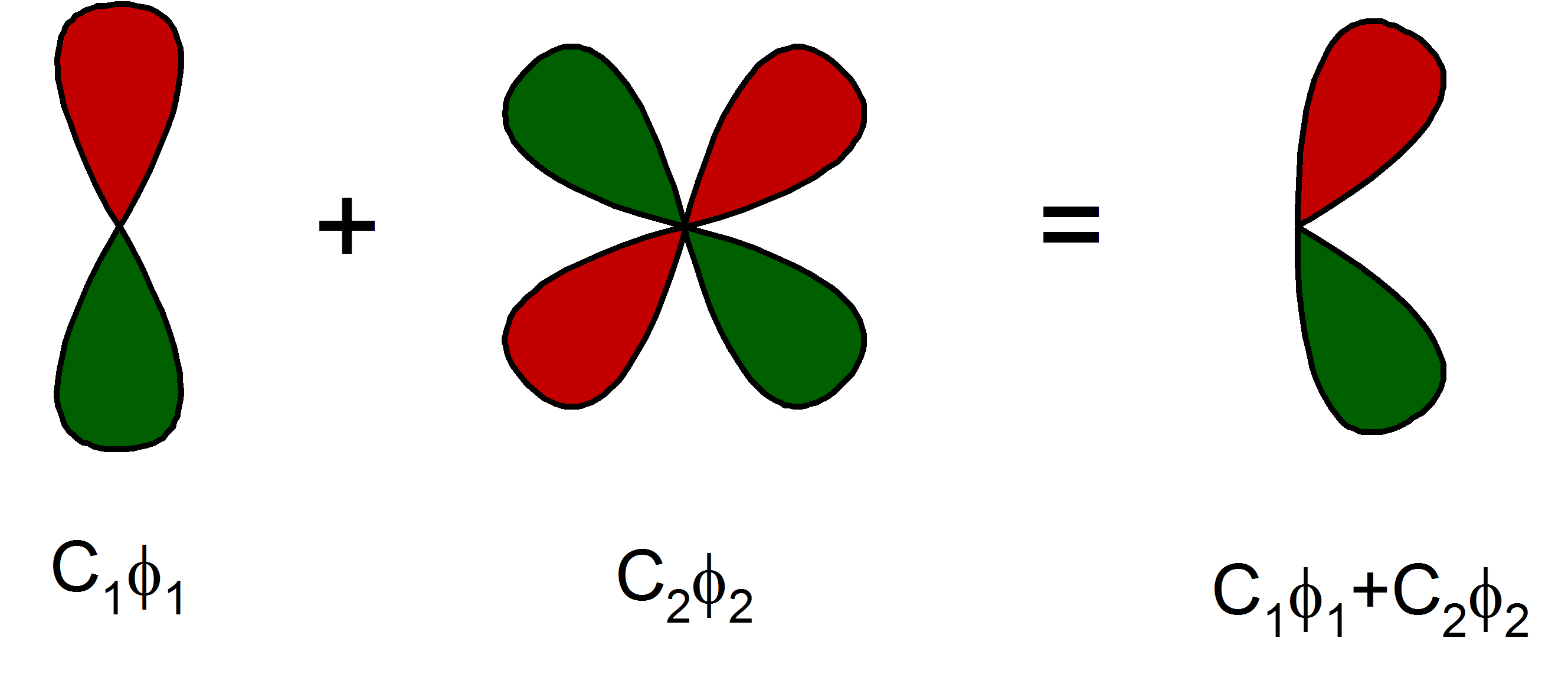
p軌道に加えられるd-分極関数

最小基底関数系は気相原子に関してはほぼ正確である。次の段階では、分子中の原子の電子密度の分極を表現するために分極関数 (polarization functions) が追加される。分極関数は、1つ多くの節を持つ補助関数である。例えば、最小基底系では水素原子には1s原子軌道を近似した1つの基底関数のみが置かれる。それに対して、単純な分極基底関数系は通常2つのs型関数と1つのp型関数（px、py、pzの3つの基底関数から構成される）を持つ。この追加関数により基底系に柔軟性が加わり、水素原子核の周りで非対称な分子軌道を表現することが可能となる。このことは原子間の結合を正確に表現する上で重要である。なぜなら、結合する原子の存在こそが、電子のエネルギー環境を球対称でなくするからである。さらに、d型関数を原子価p軌道を持つ基底関数系に、f型関数を原子価d軌道を持つ基底関数系に、以下同様に加えることができる。ポープルによる基底関数系では、分極関数を加えられた基底には名前の最後にアスタリスク* が追加される。アスタリスクが ** のように2つ付くものは、分極関数が軽い元素（水素とヘリウム）にも追加されていることを示す。また、(d, p) や (2d,2p) などのように、基底系にいくつの関数が加えられたかをそのまま追記する方式もある。
基底系に追加する関数として一般的なものとして、分散関数（広がった関数、diffuse functions）もあげられる。この関数が追加された基底系には、Pople系のものには＋符号が後に、Dunning系のものには "aug"（"augmented" の略）が前に追記される。＋符号が2つ付く場合は、軽い元素（水素とヘリウム）にも分散関数が追加されることを示す。この関数は非常に平たいガウス関数であり、原子軌道の原子から遠くはなれた尾部を正確に表現することができる。分散関数はアニオンあるいは双極子モーメントをはじめとする「柔らかい」分子系の記述のために重要であるが、分子内ならびに分子間結合の正確なモデリングのためにも重要となることがある。

## 最小基底系
最もよく知られている最小基底はSTO-nG基底系である。ここで n は整数で、1つの基底関数を構成するのに使用される原始ガウス関数 (primitive Gaussian functions) の数を表わす。この基底系では、内殻および価電子の軌道に同じ数の原始ガウス関数を用いる。最小基底系は通常おおよその結果しか得られず、研究レベルの論文に用いるには精度が不十分であることが多いが、他のより大きな基底系よりも計算コストは非常に小さい。この種類の最小基底系のうち、よく用いられるものには次のようなものが挙げられる。
- STO-3G　—　3個のGTOでSTOを近似
- STO-4G
- STO-6G
- STO-3G*　—　STO-3Gに分極関数を加えたもの

最小基底系には、MidiX基底系などの他の基底系も挙げられる。 

## スプリットバレンス基底系
ほとんどの分子結合においては、価電子が結合を形成している。この事実をふまえて、原子価軌道を一つではなく（原始ガウス関数を一組の固定された係数で線形結合するのではなく）複数の基底関数で表現することが多い。原子価軌道を複数の基底関数で構成する基底系では、その数に応じてバレンスダブル・トリプル・クアドルプルゼータ基底系等と呼ばれる（ゼータ ζ はSTO基底の指数部を表わすために用いられることが多い）。原子価軌道を表わす複数の軌道はそれぞれ異る空間的広がりを持つため、これらを適切に組み合わせることで特定の分子環境下での電子密度を表現することができる。これが最小基底系の場合、軌道は固定されていて分子的環境にあわせて変化することができない。

### ポープル系の基底系
ジョン・ポープルのグループによるスプリットバレンス基底系は、X-YZG のように表記されることが多い。X-YZG はスプリットバレンスダブルゼータ基底系で、内核原子軌道に X 個の原始ガウス関数を用い、価電子軌道にはY個の原始ガウス関数を縮約したものとZ個の原始ガウス関数を縮約したもの、計2種を用いる。たとえば3-21Gでは内核軌道に3個の原始GTOを縮約したものを用い、価電子軌道には2個の原始GTOを縮約したものと1個の原始GTOをそのまま用いる。3-21GはSTO-3Gと用いる原始GTOの数が同じであるが、価電子軌道の記述性が上がるため精度が改善される。
ポープル系の基底関数では計算速度を向上させるため価電子軌道の指数 ζ（下の表ではα）に同じものを用いる（sp-shell型）。
スプリットバレンストリプル・クアドルプルゼータ基底系の場合、それぞれX-YZWG、X-YZWVGと表記される。よく使用されるスプリットバレンス基底系を下に示す。
- 6-31G　—　ダブルゼータ
- 6-31G*　—　分極関数を含む
- 6-31+G　—　分散関数を含む
- 6-31+G*　—　分極関数と分散関数を含む
- 6-31G(3df, 3pd)
- 6-311G　—　トリプルゼータ
- 6-311G*
- 6-311+G*

6-31G* 基底系（HからZn用に定義される）はバレンスダブルゼータ分極基底系で、6-31G基底系に6つのd-型デカルトガウス分極関数をLiからCaまでの原子に、10個のf-型デカルトガウス分極関数をScからZnまでの原子に加えたものである。

#### 具体例: 3-21G基底関数系
前述したように3-21G基底関数系は、内核軌道に3個の原始GTOからなる縮約GTO（CGTO）でスレーター型軌道を近似した軌道（つまりSTO-3G）を用い、価電子軌道として2個の原始GTOからなる縮約GTOと1個の原始GTOの線形結合を用いる。線形結合の係数は変分パラメータであり、価電子軌道の形はこれらの係数の取り方で変化する。CGTOは以下の関数形を持つ。
{\displaystyle \psi _{\text{CGTO}}=c_{1}\phi _{1}+c_{2}\phi _{2}+c_{3}\phi _{3}+...}
上式において、
{\displaystyle \phi _{i}=\left({\frac {2\alpha _{i}}{\pi }}\right)^{3/4}e^{-\alpha _{i}r^{2}}\quad (i=1,2,3,...)}
である。

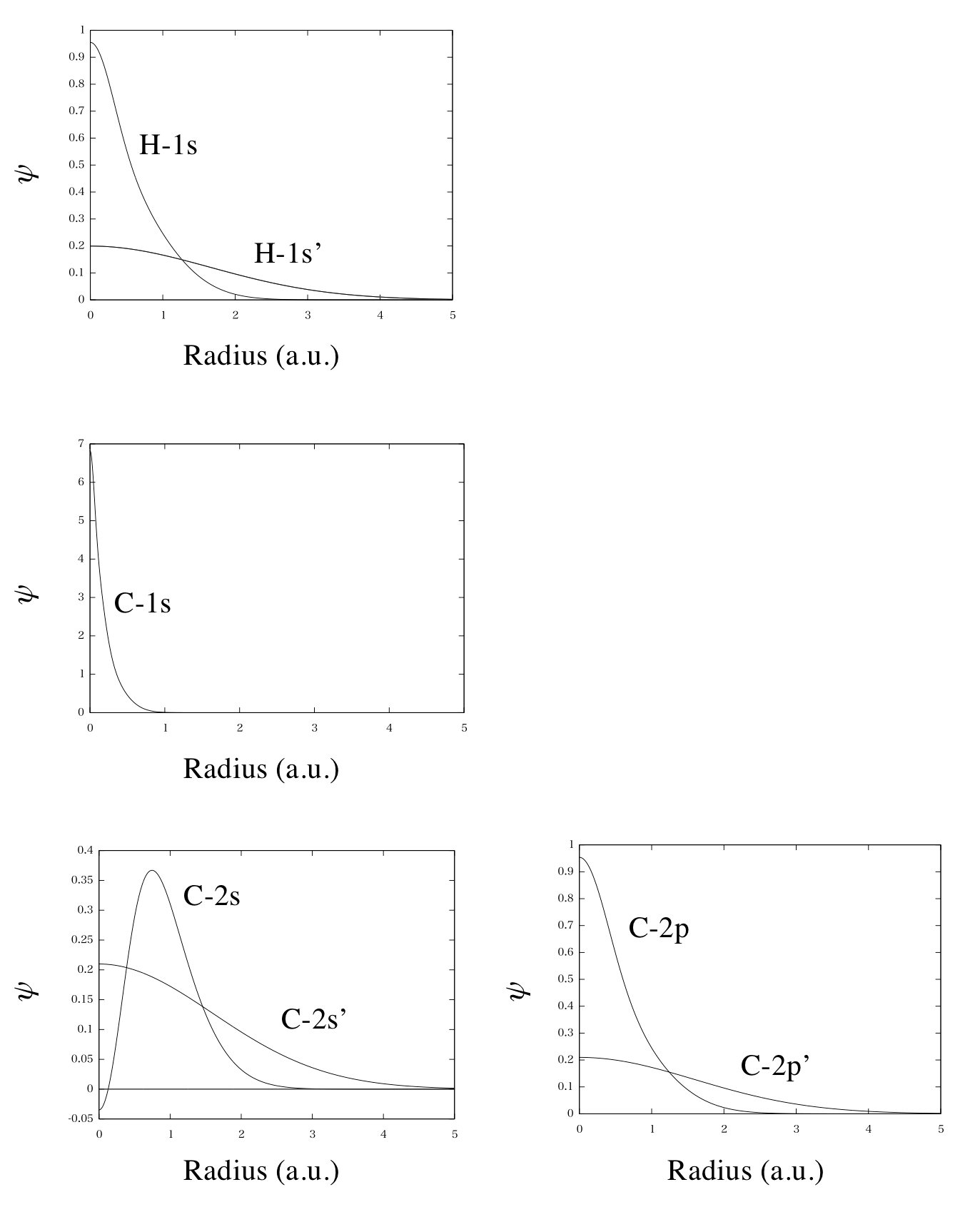
3-21G基底関数系における水素原子と炭素原子の動径関数

3-21G基底関数系における水素原子と炭素原子に対する係数（ci）および指数（αi）のパラメータを以下に示す。
| 水素原子（H） |            |           |            |          |         |          |
|               | α1         | c1        | α2         | c2       | α3      | c3       |
| 1s            | 5.447178   | 0.156285  | 0.82454724 | 0.904691 |         |          |
| 1s'           | 0.18319158 | 1.0       |            |          |         |          |
| 炭素原子（C） |            |           |            |          |         |          |
| 1s            | 172.256    | 0.0617669 | 25.9109    | 0.358794 | 5.53335 | 0.700713 |
| 2s            | 3.66498    | −0.39589  | 0.770545   | 1.21584  |         |          |
| 2s'           | 0.195857   | 1.0       |            |          |         |          |
| 2p            | 3.66498    | 0.237972  | 0.770545   | 0.860619 |         |          |
| 2p'           | 0.195857   | 1.0       |            |          |         |          |

## Correlation-Consistent基底系
広く使用されている基底系には、ダニング（Dunning）らによるCorrelation-Consistent（電子相関と整合な）基底系もある。これらの基底系は、経験的な外挿手法を用いて完全基底系 (complete-basis-set, CBS) 限界に系統的に収束するように設計されている。第1・第2周期元素の原子については、cc-pVNZ (N = D, T, Q, 5, 6, …; double, triple, quadruple, quintuple, sextuple, …) と呼ばれる基底系が定義されている。'cc-p' は 'correlation-consistent polarized' の略で、'V' は原子価軌道のみの基底系であることを示す。これらは、順番に大きくなっていく (d, f, g, ...) 分極 (correlating) 関数を含む。この基底系の例としては、以下のようなものがある。
- cc-pVDZ　—　ダブルゼータ
- cc-pVTZ　—　トリプルゼータ
- aug-cc-pVDZ, ... — 前述の基底系に分散関数を追加した強化版

第3周期元素 (Al-Ar) の原子については、さらに関数を追加することが必要であり、これを追加したものがcc-pV(N+d)Z基底系と呼ばれる。さらに大きな原子については擬ポテンシャル (pseudopotential) を用いたcc-pVNZ-PP基底系や、相対論的に縮約された (relativistic-contracted) Douglas–Kroll基底系、cc-pVNZ-DKが用いられることもある。
これらの基底系には、構造計算および原子核特性計算のために内殻軌道関数が追加されたり、励起電子状態計算や電場応答計算、ファンデルワールス力などの長距離相互作用の計算のために分散関数が追加されたりした強化版がある。強化関数の構成の作り方が確立されていて、5つもの強化関数を用いて超分極率を計算した論文もある。これらの基底系は厳密に構成されているため、ほとんどのエネルギー的特性について外挿を行うことができるが、エネルギーの差について外挿を行なう際は差をとるエネルギーがそれぞれ異る速さで収束するかもしれないことに注意する必要がある。
|         | H-He                  | Li-Ne                   | Na-Ar                   |
| ------- | --------------------- | ----------------------- | ----------------------- |
| cc-pVDZ | [2s1p] → 5 func.      | [3s2p1d] → 14 func.     | [4s3p1d] → 18 func.     |
| cc-pVTZ | [3s2p1d] → 14 func.   | [4s3p2d1f] → 30 func.   | [5s4p2d1f] → 34 func.   |
| cc-pVQZ | [4s3p2d1f] → 30 func. | [5s4p3d2f1g] → 55 func. | [6s5p3d2f1g] → 59 func. |

基底関数の数がどのように決まるかを見るため、H原子に対するcc-pVDZ基底を例にとると、この基底系には2つのs軌道 (L = 0) と1つのp軌道 (L = 1) が含まれるが、p軌道は3つのz-軸に沿った磁気量子数 (mL = -1,0,1) に対応する成分px, py, pzがある。このため、軌道は全部で5つとなる。また、1つの軌道には反並行スピンをもつ2つの電子までが入れることに注意。
例として、Ar [1s, 2s, 2p, 3s, 3p] は3つのs軌道 (L=0) と2組のp軌道 (L=1) を持つ。cc-pVDZ基底系を用いると、 [1s, 2s, 2p, 3s, 3s', 3p, 3p', 3d'] の4つのs軌道、3組のp軌道、1組のd軌道を基底として用いることとなる（ここで ' は追加された分極関数を表わす）。

## カールスルーエ基底系
カールスルーエ（Karlsruhe）基底系はラインハルト・アールリヒスらによって開発された基底関数系で、以下に例をあげる。
- def2-SVP　—　スプリットバレンス、分極関数を含む
- def2-SVPD　—　スプリットバレンス、分極および分散関数を含む
- def2-TZVP　—　トリプルゼータ、分極関数を含む
- def2-QZVP　—　クァドラプルゼータ、分極関数を含む

def2ファミリーの名称はそれらがTURBOMOLEプログラム（アールリヒスグループによって開発された）に含まれていることに起因している。このプログラムでは、以前の類似した基底関数系ファミリー（SVP、DZV等）との混同を防ぐために、いくつかの基底関数系にdef（defaultの意味）という接頭辞が追加された。

## その他の基底系
上で述べた種類の基底系の他にも、次のような基底系がある。
- SV(P)
- SVP
- DZV  - バレンスダブルゼータ
- TZV - バレンストリプルゼータ
- TZVPP - バレンストリプルゼータ+分極関数
- QZVPP - バレンスクアドルプルゼータ+分極関数
- LanL2DZ - Los Alamos ECP plus DZ

## 平面波基底
量子化学計算には、局在基底系の他に平面波基底も用いられる。平面波では基底を増やすほど精度がよくなるが、通常はあるカットオフエネルギー以下の有限数の平面波が用いられる。この基底は周期的境界条件を課せられた系についての計算によく用いられる。特定の積分は平面波基底を用いることにより局在基底と比べて実装も計算もはるかに簡単になる。
実用上、平面波基底は有効核ポテンシャル、別名擬ポテンシャルと共に用いられることが多い。これを用いることで価電子密度の計算のみを平面波を用いて行うことができる。これは、コア電子は原子核の周りに集中していることが多く、波動関数の勾配も電子密度の勾配も大きくなるために平面波で表現するには波長の短い平面波が必要で、カットオフエネルギーを非常に高くしなければならないからである。平面波基底と擬ポテンシャルを用いる手法はしばしば略してPSPW計算と呼ばれる。
その上、平面波基底には全ての基底関数が互いに直交するため、基底関数重なり誤差が生じないという利点がある。しかし、この基底は気相の計算には向いていない。高速フーリエ変換を用いると、運動エネルギー積分などの前述の積分だけでなく、その微分も平面波基底の逆格子空間上で容易に計算できるようになる。さらなる平面波基底の利点として、この基底を変分計算に用いると目的の波動関数に単調かつ滑らかに収束することがあげられる。対して、ガウス基底の場合は単調な収束しか保証されない（correlation-consistent基底系は例外）。フーリエ変換の特性により、全エネルギーを各平面波の係数で微分した勾配を表わすベクトルを計算するのに必要な計算量は、NPWを平面波の数としてNPW*ln(NPW) のオーダーでスケールすることがわかる。この性質と、Kleinman-Bylander型の分離型擬ポテンシャルおよび前処理付き共役勾配法を組み合わせて用いると、数百原子を含む周期系の動的シミュレーションが可能となる。

## 実空間基底系
平面波基底と同じ原理を実空間上で用いて、実空間上の一様な格子点を中心とする関数を用いる基底系もある。有限差分の場合、sinc関数やウェーブレットが用いられる。後者を用いる場合、ウェーブレットのスケーリング性を用いて、原子核の周りに集中した適応メッシュを構築することができる。この手法は局所的な関数を用いるので、オーダーN法に用いることができる。